# 加地等
加地 等（かじ ひとし、1970年7月15日 - 2011年2月2日）は、日本のフォークシンガー。

## 来歴
1980年代後半からGSバンド「ピーピングマニア」のボーカルとして音楽活動を開始し、1990年頃からソロで弾き語りを始める。
2001年にファーストアルバム『僕はフォークシンガー』を発売し、2010年には映画『官能コレクター』のエンディング曲の作詞作曲を担当したが、2011年2月2日に急逝。もともと肝臓を悪くしていたうえに、大量のアルコールを摂取したためであった。
死後、加地が上京してから亡くなるまでの2年半を映像化した映画『加地等がいた-僕の歌を聴いとくれ-』が公開されるとともに、生前交流のあったミュージシャンたちが選曲したベスト盤がリリースされた。

## 音楽性
夢と現実の狭間で苦悩する中で育まれた独自の世界観を持ち、飾り気がなく自虐的でありながら、昭和の歌謡曲のようなポップさを感じさせる楽曲を発表した。

## ディスコグラフィー
- 1st ALBUM 僕はフォークシンガー (2001/11/06)
- 2nd ALBUM 僕はダメ人間 (2003/11/25)
- 3rd ALBUM トカレフ (2005/05/20)
- 4th ALBUM 風は何処へ吹いてゆく (2006/06/13)
- 5th ALBUM ビックワイエット (2007/04/20)
- 6th ALBUM 鐘は鳴らない (2007/09/10)
- 7th ALBUM はぐれシンガー純情派 (2009/12/26)
- LIVE ALBUM ライヴ (2009/12/11)
- ベスト盤　Essential KAJI HITOSHI (2012/03/20)